# Icarus Elicotteri
Icarus Elicotteri war eine italienische Fluggesellschaft mit Sitz in Villa San Giovanni.

## Geschichte
Icarus Elicotteri wurde im Jahr 1986 als reines Hubschrauberunternehmen unter dem Namen Icarus S.c.a r.l. gegründet und betrieb zuerst Lufttaxi-Flüge. Ab 1990 flog Icarus im Auftrag der Feuerwehr Löschflüge, RTH-Einsätze und Lastentransporte. 1994 wurde der Personenverkehr aufgenommen. 1996 entstand die Partnerschaft zu dem Fernsehsender RAI mit Luftfilmaufnahmen für Sportveranstaltungen mit Liveübertragung wie zum Beispiel dem Giro d’Italia und dem Großen Preis von Italien. Ab 1998 waren die Hubschrauber von Icarus im öffentlichen Dienst als Luftrettungshubschrauber eingesetzt. Die Flotte erhöhte sich auf sechs Hubschrauber mit einem Triebwerk. 2007 hatte Icarus zwölf Hubschrauber im Einsatz. Ab dem Jahr 2008 war sie in Afrika mit eigener Niederlassung aktiv.

## Dienstleistungen
Icarus Elicotteri betrieb neben Lufttaxidiensten auch Rettungs- und Arbeitsflüge. Sie war auch Betreiber von drei eigenen Heliports und führte Hubschrauberwartungen durch.

## Flotte
Mit Stand Februar 2014 bestand die Flotte der Icarus Elicotteri aus folgenden Hubschraubertypen:
- Eurocopter AS 350/355
- Eurocopter EC 130
- Aérospatiale SA-315
- Robinson R44
- Schweizer 300C